# Andrew Birkin
Pour les articles homonymes, voir Birkin (homonymie).
Andrew Birkin est un scénariste, acteur et réalisateur anglais, né le 9 décembre 1945 à dans le quartier londonien de Chelsea.

## Biographie

### Famille
Il est fils de l'actrice et chanteuse Judy Campbell (1916-2004), et de David Birkin (1913-1991).  Il est le frère de l'actrice et chanteuse Jane Birkin (1946-2023) et le père du poète et musicien Anno Birkin (1980-2001).

### Carrière
Assistant de Stanley Kubrick sur 2001, l'Odyssée de l'espace en 1968, Andrew Birkin écrit plusieurs scénarios pour Le Joueur de flûte de Jacques Demy en 1972, Flame Richard Loncraine en 1975, Le Roi David (King David) de Bruce Beresford en 1985.
Il est amené à collaborer à l'adaptation du roman d'Umberto Eco Le Nom de la rose réalisé par Jean-Jacques Annaud en 1986. Plus récemment, il collabore au scénario du film Le Parfum, tiré du roman de Patrick Süskind.
Il réalise entre autres Brûlant Secret en 1988 et Cement Garden (The Cement Garden) en 1993 interprété par sa nièce Charlotte Gainsbourg.

## Filmographie

### En tant que scénariste

#### Films
- 1971 : Mercredi après-midi (Melody) de Waris Hussein
- 1972 : Le Joueur de flûte de Jacques Demy
- 1975 : Flame de Richard Loncraine
- 1981 : La Malédiction finale (The Final Conflict) de Graham Baker
- 1985 : Le Roi David (King David) de Bruce Beresford
- 1986 : Le Nom de la rose (Der Name der Rose) de Jean-Jacques Annaud
- 1987 : La Rue (Street Smart) de Jerry Schatzberg
- 1988 : Brûlant Secret (Burning Secret) d'Andrew Birkin
- 1992 : Les Vaisseaux du cœur (Salt on Our Skin) d'Andrew Birkin
- 1993 : Cement Garden (The Cement Garden) d'Andrew Birkin
- 1999 : Jeanne d'Arc (Joan of Arc) de Luc Besson
- 2006 : Le Parfum, histoire d'un meurtrier (Perfume: The Story of a Murderer) de Tom Tykwer
- 2014 : The Flight of Dragons de Jesse Stipek

#### Court-métrage
- 1981 : Sredni Vashtar d'Andrew Birkin

#### Téléfilms
- 1976 : Peter Pan de Dwight Hemion (adaptation)
- 1978 : The Thief of Baghdad de Clive Donner (adaptation)
- 2010 : Peter Pan, ou le petit garçon qui haïssait les mères de Louise Narboni

#### Série télévisée
- 1978 : The Lost Boys (3 épisodes)

### En tant qu'acteur

#### Films
- 1984 : La Pirate de Jacques Doillon : Andrew, le mari
- 1986 : Le Nom de la rose (Der Name der Rose) de Jean-Jacques Annaud : Cuthbert de Winchester
- 1988 : Kung-fu Master d'Agnès Varda : le frère
- 1999 : Jeanne d'Arc (Joan of Arc) de Luc Besson : Talbot

### En tant que réalisateur

#### Films
- 1988 : Brûlant Secret (Burning Secret)
- 1992 : Les Vaisseaux du cœur (Salt on Our Skin)
- 1993 : Cement Garden (The Cement Garden)

#### Court-métrage
- 1981 : Sredni Vashtar

### En tant que producteur

#### Film
- 1981 : La Malédiction finale (The Final Conflict) de Graham Baker (producteur associé)

#### Courts-métrages
- 1981 : Sredni Vashtar d'Andrew Birkin
- 2012 : Malika de Bee Gilbert et Krysteen Savane

## Publications
- Andrew Birkin, Jane & Serge, a Family album, Taschen, 2013, avec une introduction de Jane Birkin  (ISBN 978-3836549974)
- Andrew Birkin, L’album de famille intime, Serge Gainsbourg et Jane Birkin, Albin Michel, 2022  (ISBN 978-2226471055)

## Distinctions

### Récompenses
- Royal Television Society Awards 1979 : RTS du meilleur scénariste pour The Lost Boys
- Baftas 1981 : Bafta du meilleur court métrage pour Sredni Vashtar
- Festival de Bruxelles 1988 : Prix du public pour Brûlant Secret
- Berlinale 1993 : Ours d'argent du meilleur réalisateur pour Cement Garden
- Festival de Dinard 1993 : Hitchcock d'or pour Cement Garden

### Nominations
- Oscars 1983 : Oscar du meilleur court métrage en prises de vues réelles pour Sredni Vashtar
- Prix Edgar-Allan-Poe 1987 : Prix Edgar-Allan-Poe du meilleur film pour Le Nom de la rose
- Festival de Chicago 1988 : Hugo d'or du meilleur film pour Brûlant Secret
- Mostra de Venise 1988 : Lion d'or pour Brûlant Secret
- Berlinale 1993 : Ours d'or pour Cement Garden
- MystFest de Cattolica 1993 : MystFest du meilleur film pour Cement Garden
- Saturn Awards 2007 : Saturn Award du meilleur scénario pour Le Parfum, histoire d'un meurtrier